# برتا (مینه‌سوتا)
برتا، مینه‌سوتا (به انگلیسی: Bertha, Minnesota) یک شهر در ایالات متحده آمریکا است که در مینه‌سوتا واقع شده‌است.

## خصوصیات
برتا ۲٫۶۴ کیلومترمربع مساحت و ۴۹۷ نفر جمعیت دارد و ۴۲۴ متر بالاتر از سطح دریا واقع شده‌است.